# Phaibulamon
Phaibulamon is een geslacht van kreeftachtigen uit de klasse van de Malacostraca (hogere kreeftachtigen).

## Soort
- Phaibulamon stilipes Ng, 1992